# Felipe Sanclemente y Romeu

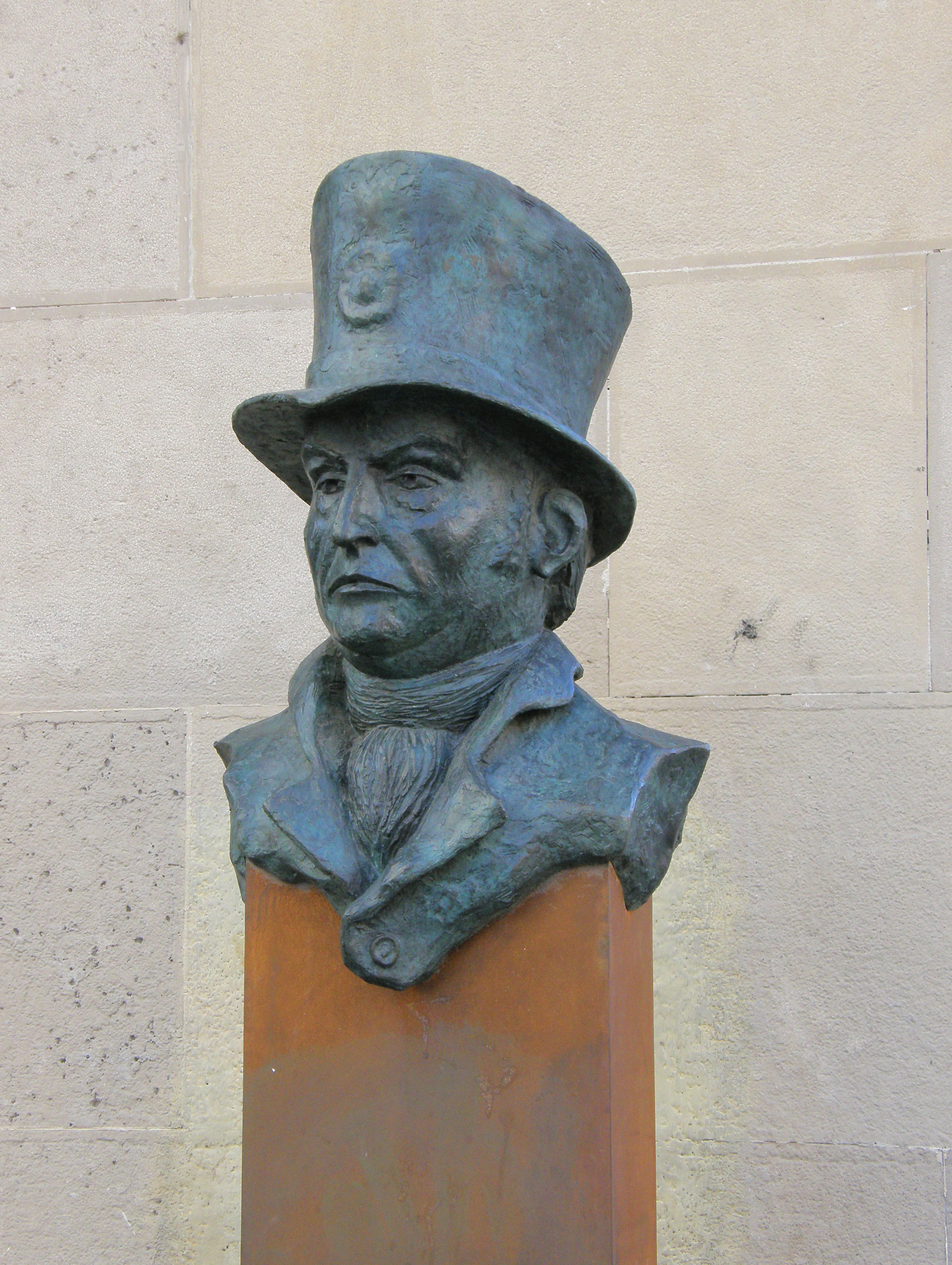
Felipe Sanclemente y Romeu. Busto obra de Jesús Gazol erigido en la esquina de la calle Felipe Sanclemente y Paseo de la Independencia, en Zaragoza.

Felipe Antonio Sanclemente y Romeu  (n. el 1 de mayo de 1758 en Barbastro, Huesca, España – 1815 en Zaragoza, España) fue un político y comerciante que se distinguió en los Sitios de Zaragoza.

## Biografía
Nacido en Barbastro, donde en su juventud trabajó como dependiente en un comercio hasta el 1787, cuando se traslada a Zaragoza donde pronto empezó a destacar por su talento empresarial. 
Ahí sería persona de relevancia: en 1801 fue elegido Mayordomo de la Hermandad de San Joaquín, aunque renunció al nombramiento. Desde 1802 pertenecía al Ayuntamiento de Zaragoza como diputado del Común.
A pesar de su posición económica y de su edad (50 años) participó activamente en el Primer Sitio de Zaragoza. Fue designado por el General Palafox vocal de la Junta Militar, y sacrificó sus pertenencias para proveer la defensa. 
Participó también en los combates, especialmente en las jornadas del 4 y 5 de agosto. El 5 de agosto fue herido combatiendo en los jardines del Palacio del Conde de Fuentes, junto al Coso Bajo.
Palafox en un documento del 6 de diciembre de 1815 certificaría los servicios de Sanclemente:

Fue un balazo que le atravesó la rodilla, de cuyas resultas habiendo padecido mucho y estando a la muerte, se ve en el dia obligado a andar con dos muletas: que á pesar de esto, habiéndose rendido Zaragoza el dia 21 de febrero de 1809, se fugó con su mujer de esta ciudad y anduvo errante por las provincias libres de España hasta que pudo refugiarse en Cádiz. En cuya ciudad fue notorio su patriotismo y celo por la causa que ha defendido la Nación.

La desgracia de Sanclemente fue muy sentida por todo el vecindario; la condesa de Bureta y los generales Palafox y Doyle le honraron y consolaron con repetidas visitas.
Tras la herida quedó inválido, no pudiendo andar sino con muletas, lo que le impidió participar en el Segundo Sitio. Tras la capitulación del 21 de febrero de 1809 consiguió escapar de la ciudad, habiendo perdido fortuna, salud, y hasta a sus hijos. Tras recorrer las zonas libres de la ocupación francesa, llegó a Cádiz, donde escribió ensayos satíricos de intención política.
Tras la reconquista de Zaragoza por las tropas españolas en 1813, volvió a la ciudad, donde los ciudadanos agradecidos por sus servicios solicitaron y consiguieron un destino que permitiese su subsistencia, como Administrador de Aduanas de Zaragoza.
Fue elegido de nuevo Mayordomo de la Hermandad de San Joaquín en 1814, pero fallecería al año siguiente.

## Escritos
Escribió opúsculos de literatura satírica y pendenciera.
- Los serviles cuerdos y los liberales locos, transformados en Maniqueos antiguos mixturados con los modernos. Manifestaba los descarrilamientos democráticos de los Constituyentes. Publicado en Cádiz en 1812.
- Caso moral y ejemplar, ocurrido en Madrid en el siglo pasado entre un comerciante calvo y otro cojo, que puede servir de introducción, á la conducta pública y privada de otro comerciante Calvo de cierta montaña. El cuento es una invectiva contra Calvo de Rozas. Impreso en Zaragoza por Andrés Sebastián.

## Homenajes

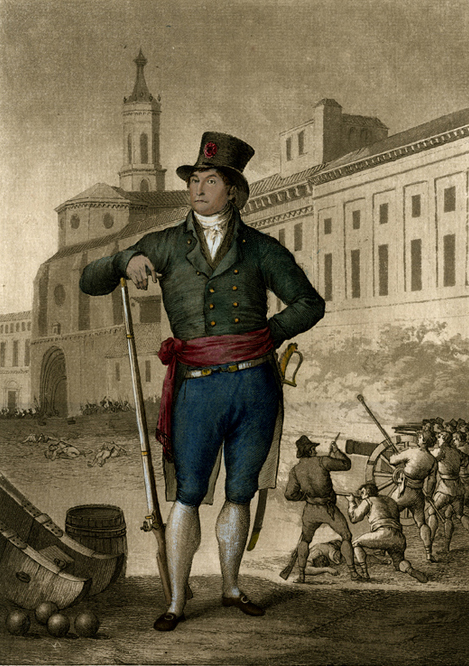
Grabado de Felipe Sanclemente durante los combates del 4 y 5 de Agosto realizado por Fernando Bambila

Una calle céntrica de Zaragoza, en las cercanías de lugar donde fue herido, lleva su nombre.
El 25 de mayo de 2009 la Federación de Empresarios de Comercio y Servicios de Zaragoza y Provincia (ECOS) en su 50.º Aniversario y con motivo del Bicentenario de los Sitios de Zaragoza erigió un busto en la esquina de la calle Felipe Sanclemente con el Paseo de la Independencia. Es obra del escultor Jesús Gazol, que se basó en los rasgos e indumentaria del retrato de Felipe Sanclemente con chistera que figura de cuerpo entero en la serie de grabados sobre los Sitios de Zaragoza y sus protagonistas realizada a comienzos del siglo XIX por Gálvez y Brambila.